# Cyrus Colton MacDuffee
Cyrus Colton MacDuffee (29 juin 1895 - 21 août 1961) d'Oneida, New York est professeur de mathématiques à l'Université du Wisconsin. Il écrit un certain nombre d'articles de recherche en algèbre abstraite. MacDuffee siège au Conseil de l'American Mathematical Society (AMS), est rédacteur en chef des Transactions of the AMS et est président de la Mathematical Association of America (MAA),,.

## Biographie
MacDuffee obtient son diplôme BS en 1917 de l'Université Colgate et un doctorat en 1922 de l'Université de Chicago. Sa thèse porte sur les algèbres non associatives sous la direction de Leonard Eugene Dickson. En 1935, MacDuffee rejoint l'Université du Wisconsin, où il reste jusqu'à sa mort en 1961. Il est président du département (1951-1956). Plus tard, le Wisconsin dote une chaire universitaire sous son nom. Avant de rejoindre l'Université du Wisconsin, il sert à Princeton et à l'Université d'État de l'Ohio,,. Il dirige 30 doctorats, parmi lesquels Delbert Ray Fulkerson, Herbert John Ryser et Bonnie Stewart.
La fille de MacDuffee, Helen, est statisticienne à l'Université d'État de l'Oregon et maire de Corvallis, Oregon.